# François Benjamin Gaillon
François Benjamin Gaillon, Rouen , 2 de junho de 1782 -  Boulogne-sur-Mer,  4 de janeiro de 1839 ), foi um botânico francês, especialista em plantas marinhas.

## Publicações
- Aperçu d'histoire naturelle et observations sur les limites qui séparent le règne végétal du règne animal, Boulogne, Le Roy-Mabille, 1833
- Aperçu microscopique et physiologique de la fructification des thalassiophytes symphysistées, Rouen, F. Baudry, 1821
- Essai sur les causes de la couleur verte que prennent les huîtres des parcs à certaines époques de l'année, Rouen, P. Périaux père, 1821
- Expériences microscopiques et physiologiques sur une espèce de Conferve marine, production animalisée, et réflexions sur plusieurs autres espèces de productions filamenteuses analogues, considérées jusqu'alors comme végétales, Rouen, F. Baudry, 1823
- Résumé méthodique des classifications des Thalassiophytes, Strasbourg, F.-G. Levrault, 1828